# كلينوكلاس
كلينوكلاس هو معدن من معادن الزرنيخات لفلز النحاس، وهو معدن نادر وبلوراته موشورية ذات لون أخضر مزرق وتتبلور وفق نظام بلوري أحادي الميل.
اكتشف هذا المعدن برفقة معدن كورنواليت في مقاطعة كورنوال البريطانية، ووصف بشكل مفصل سنة 1830 من الجيولوجي آوغست برايتهاوبت، والذي أطلق عليه هذه التسمية من اللغة الإغريقية من كلمتي κλίυειυ كلنين بمعنى الميل وκλαυ كلاس بمعنى الانفصام أو الانقسام، نظراً لسهوله انفصامه البلوري.